# Narodni park Tierra del Fuego
Narodni park Tierra del Fuego (špansko Parque Nacional Tierra del Fuego) je narodni park na argentinskem delu Isla Grande de Tierra del Fuego, znotraj province Ognjena zemlja, Antarktika in južnoatlantski otoki, v ekoregiji Patagonski gozd in Altos Andes, del subantarktičnega gozda. Ustanovljen 15. oktobra 1960 po zakonu 15.554 in razširjen leta 1966, je bil prvi obalni narodni park, ustanovljen v Argentini.
Park ima dramatično pokrajino s slapovi, gozdovi, gorami in ledeniki. Površina 630 km2 vključuje dele jezer Fagnano in Roca. Senda Costera (obalna pot), ki povezuje zaliv Ensenada z zalivom Lapataia na Lago Roci, je priljubljena pohodniška pot v parku. V gozdovih bukve Nothofagus antarctica, Nothofagus pumilio in Nothofagus dombeyi v spodnjih nadmorskih višinah parka živijo številne živalske vrste. Obstaja 20 vrst kopenskih sesalcev, tudi gvanako, andska lisica, kanadski bober, divji kunec in pižmovka. Med 90 vrstami ptic so gosi, hudourniška raca, južna papiga, andski kondor, pobrežnika.
Najjužnejši narodni park v Argentini, je naveden kot park II kategorije IUCN. Park se razteza 60 km severno od preliva Beagle vzdolž čilske meje. Ushuaia, glavno mesto province, je od parka oddaljena 11 km. Do parka se lahko pripelje z avtomobilom ali z vlakom. Južni konec Panameriške ceste je znotraj parka, prav tako pa tudi postaja El Parque vlaka.

## Geografija
Park tvori južni del subantarktičnega gozda in je znan po biološkem bogastvu.

### Rastlinstvo
V subantarktični gozdni vegetaciji prevladujejo drevesne vrste lažne bukve Nothofagus antarctica, Nothofagus pumilio in Nothofagus dombeyi, razen množice podrasti. Flora, ki zaznamuje gozdove Andino-Patagonico – lenga (Nothofagus pumilio), je dobro razporejena po gorskih pobočjih do nadmorske višine 600 m. Nad to višino rastlinstvo sestavljajo majhni grmički, rastline in trave.
IUCN je poročal o gozdovih južnih bukev vrst Nothofagus pumilio, N. antarctica in N. betuloides. Druge vrste so češmin (Berberis buxifolia), ognjeni grm (Embothrium coccineum), kanela (Drimys winteri) ter sibirska črna mahunica (Empetrum nigrum), redeča mahunica (Empetrum rubrum) in mahovi. Ccoihue de Magallanes – Nothofagus betuloides - najdemo v najbolj mokrih delih obale preliva Beagle. Lenga najdemo v dolini reke Pipo in nekaterih delih južnih gorskih pobočij. Morda je gosto postavljena in dosega velike višine. Nad vejami dreves najdemo navadno volčje jabolko (Physalis alkekengi), hemiparazit in Pande Indian or Llao Llao, ki so zajedavske glive. Tudi o cimetu poročajo v številnih majhnih gozdnih predelih parka. Šotna barja so pogosta. Tu so šotni mah in vodne trave v vlažnih dolinah, kjer nizke temperature in počasi tekoče kisle vode preprečujejo razgradnjo.
Najdene so cvetne sorte kalafate, šotna mirta (Gaultheria mucronata) in Darwinov češmin (Berberis darwinii), ki je oranžne barve. Glive Hydnellum peckii in praproti, rumene orhideje in Luzuriagaceae so vidne v podrasti. Grmičevje z rdečimi cevastimi cvetovi je običajno vidno na obali preliva Beagle in zahodnem delu zaliva Lapataia. Najdena je tudi Nassauvia z vonjem po čokoladi.
- Drimys winteri
- Nothofagus antarctica
- Nothofagus pumilio
- Nothofagus betuloides
- Kalafate (Berberis buxifolia) zahodno od Ushuaije

### Živalstvo
Naseljenci iz Evrope in Severne Amerike so na območje vnesli številne vrste živali, kot so divji kunec (Oryctolagus cuniculus), kanadski bober (Castor canadensis), pižmovka in siva lisica (Urocyon cinereoargenteus), ki so se hitro razmnoževale in povzročale znatno škodo okolju.
Med ptiči so tri vrste gosi in sicer gorska gos ali Magellanova gos (Chloephaga picta),  Chloephaga poliocephala in karanka (Chloephaga hybrida), ki jih najdemo na odprtih krajih in plažah. Med drugimi pticami so patagonske žolne, zlasti spektakularna magellanova žolna (Campephilus magellanicus), čaplje, čopasta raca Pato creston, Chiloé raca (Mareca sibilatrix), orel, karakara, kimango. Na vrhovih in dolinah Ognjene zemlje je videti kondorje. [8] V parku je tudi južna papiga Enicognathus ferrugineus.
V vodah ali ob njih živijo pokrovače (Pectinidae), lunin polž (Naticidae), spiralni zob, nekaj rakov in ribe, kot so sardele, foklandska papalina (Sprattus fuegensis), osliči in koncentracije meduz, frfotavke (Tachyeres) in kormorani. V parku poročajo o gvanaku (Lama guanicoe) in patagonijskem morskem levu.
Med opisanimi morskimi pticami so viharniki in albatrosi. Druge pomembne živali o katerih poročajo je več vrst pingvinov, čilski viličasti jelen (Hippocamelus bisulcus) in južna rečna vidra (Lutra provocax).
- Par črnovratih labodov
- Podiceps major – ponirek v parku Tierra del Fuego
- Magellanova žolna (Campephilus magellanicus) blizu Ushuaije
- Morski levi v prelivu Beagle blizu Ushuaije
- Kolonija kormoranov na obali preliva Beagle

### Značilnost
Narodni park Tierra del Fuego obsega gore, jezera in reke ter doline. Na zahodu ga omejuje čilska meja, na severu Lago Fagnano in na jugu preliv Beagle, ki tvori obalo. Obsega 63.000 hektarjev in predstavlja dve ekoregiji: Altos Andi in Patagonski gozd. Medtem ko prvo ekoregijo sestavljajo griči in pobočja, ima druga visoke in razgibane gore, ledeniške doline in pol listnate gozdove. Pokrajina parka je posledica ledeniške erozije, ki je ustvarila zalive in plaže v razgibanih gorah in dolinah.
Park je 11 km zahodno od mesta Ushuaia, dostopen po državni cesti 3. Ushuaia ponuja glavni pristop do parka po cesti ali po železnici z vlakom Vlak na koncu sveta.

#### Preliv Beagle
Preliv Beagle ali ožina v narodnem parku Tierra del Fuego je dobil ime po britanski ladji HMS ''Beagle'', ki je leta 1833–34 plula z naravoslovcem Charlesom Darwinom na krovu. [19] Kanal ločuje otoke arhipelaga Ognjena zemlja v skrajni južni Južni Ameriki. Ločuje Isla Grande de Tierra del Fuego od otokov Nueva, Picton, Navarino, Hoste, Londonderry, Stewart in drugih manjših otokov na jugu. Usmerjen je v smeri vzhod-zahod, teče v dolžini 150 km. Njegova širina se giblje od 4 do 12,9 km. Največje naselje ob kanalu je Ushuaia v Argentini, sledi ji Puerto Williams v Čilu, dve najjužnejši naselji na svetu. Starodavne ostanke, kjer so živela plemena Jaghanov, vidimo na plažah okoli Beagle Channel.

#### Jezero Fagnano
Jezero Fagnano (poimenovano po salezijanskem menihu Joséju Fagnanu ), znano tudi kot jezero Cami, najjužnejše jezero te velikosti zunaj Antarktike, je največje jezero v Tierra del Fuego in se izteče proti jugu vzdolž vzhodnega pobočja andske Kordiljere Patagonije v Magellanov preliv z reko Azopardo. Obrobljen je z mejo aktivne tektonske plošče (povezane z prelomom Magallanes-Fagnano) med južnoameriško in škotsko ploščo. Njegova orientacija vzhod-zahod v južnem delu Isla Grande de Tierra del Fuego zajema ozemlja Argentine in Čila; le majhen del jezera leži v Čilu.  Njegov razvoj pripisujejo stalni poledenitvi v poznem pliocenu in pleistocenu. Jezero ima skupno porečje površino 3042 km2 in nadmorsko višino bazena od 27 m na gladini jezera do približno 1000 m. Jezerska voda se razprostira na površini približno 600 m², s povprečno širino 6 km (največja širina je 10 km v dolžini 104 km) in največja zabeležena globina je 204 m, povprečna globina pa je 70 m. Količina vode je 1000 km3. 

### Podnebje
V parku je zmerno podnebje s pogostim dežjem, meglo in močnim vetrom. Zahodni vetrovi nad morjem ohranjajo enakomerno klimo. Povprečna letna količina padavin je 700 mm. Najvišje padavine (sneženje na višjih legah) se pojavljajo od marca do maja; ni suhe sezone. Povprečne temperature so približno 0 ° C pozimi in 10 ° C poleti. Zabeležena povprečna letna temperatura na območju Ushuaia je 5,4 ° C, največja mesečna povprečna vrednost 14,2 ° C in najmanjša -10,4 ° C.

## Zgodovina

### Etimologija
Prvi Evropejci, ki so prišli na raziskovanje južne konice Južne Amerike, so videli ognje domorodnih prebivalcev tega območja (ljudstvo Jaghan, imenovano tudi Jámana). Španski raziskovalci so zato območje poimenovali Tierra del Fuego, kar v španščini pomeni 'ognjena dežela'.

### Predkolumbovsko obdobje
Ljudje so Tierra del Fuego naselili že pred 10.000 leti. Ljudstvo Jaghan, ki živijo v surovem okolju, so preživeli na naravnih virih morja. Živeli so na obalah in potovali na morje s kanuji iz lenga bukve, lovili morske leve in nabirali školjke. Živeli so v kočah iz drevesnih vej in debel ter se oblačili v usnje iz kož morskih levov. Telo so si mazali z maščobo teh živali, da bi si vodotesno zaščitili kožo.
Južna skupina Selk'nama, ljudstvo Jaghan (znano tudi kot Jámana), je zasedlo današnjo Ushuaiajo in živelo v stalnih konfliktih s severnimi prebivalci otoka.

### Postkolumbovsko obdobje
Wasti H. Stirling, anglikanski misijonar, se se je tu naselil leta 1870 in začel spreobračati plemena Jaghanov, domorodce, prvotne prebivalce kanala Beagle.
V 1880-ih je v Ushuaiajo prišlo veliko iskalcev zlata po govoricah o velikih zlatih poljih, ki so se izkazale za napačne.
Težave z ljudstvom Jaghan so se začele leta 1880, ko so na to območje vstopili evropski misijonarji. Evropski naseljenci so prinesli bolezni, kot so ošpice, ki so povzročile hitro in skoraj popolno izumrtje Jaghanov. Število plemen se je s približno 3000 ljudi leta 1880 do 1990-ih zmanjšalo na manj kot 100. Mnoge med njimi so ubile evropske vaje "streljanja" in namerna zastrupitev, da bi izkoristili morske leve, glavne prehrane Jaghanov. Po smrti 84-letne Emelinde Acuña (1921 - 12. oktobra 2005) je ostala samo ena govorka, Cristina Calderón iz kraja Villa Ukika na otoku Navarino v Čilu. Kar je danes mogoče videti pri Jaghanih in njihovih naseljih, so predvsem relikvije v obliki kupčkov školjk, poraščenih s travo v bližini morske obale. Nekatere starinske povezave s plemeni so vidne tudi v muzeju "End of the World" v Ushuaii.
Pogodba o meji iz leta 1881 je bila poskus reševanja ozemeljskega spora med Argentino in Čilom ter določala, da bo meja med državama potekala proti jugu od »Rta Espiritu Santo, na severni obali Tierra del Fuego, dokler se ne dotakne preliva Beagle«. Ta delitev je pomenila, da bo Argentina upravičena do vzhodnega dela, medtem ko bo Čile imel zahodni del Ognjene zemlje. Vendar Pogodba ni pojasnila konca preliva Beagle, ki je ustvaril številna ozemeljska in stranska vprašanja, kot so pravice plovbe. Posledica tega je bil spor med obema državama, zlasti na majhnih otokih (Picton, Lennox in Nueva) do Rta Horn. Spor, ki se je začel leta 1840, je skoraj privedel do vojne med obema državama leta 1978. Vendar je bilo vprašanje s posredovanjem Vatikana rešeno. Papež je odločil o sporu, sledila je ratifikacija in pogodba je bila podpisana 2. maja 1985. V skladu s to pogodbo je Čile ohranil nadzor nad vsemi spornimi otoki, Argentina pa je bila upravičena do navigacijskih pravic in je ohranila svojo omejeno prisotnost na teh otokih.
Po ustanovitvi argentinske pomorske baze leta 1884 je bil otok razdeljen med Argentino in Čile.
Argentinski predsednik Julio Argentino Roca je leta 1902 na bližnjem otoku Staten ustanovil kazensko kolonijo, kar je povzročilo njen razvoj. Zaporniki so bili glavna delovna sila in so bili zaposleni za gradnjo mesta in izkoriščanje gozdov sedanjega narodnega parka Tierra del Fuego. Zaporniki so zgradili tudi železniško progo, ki je pokrivala območje 25 km in se je začela v taborišču Maipú Monte Susana in potekala skozi park. Mesto je zdaj pomembno turistično središče kot izhodišče ne le za park, temveč tudi za potovanja na Antarktiko.
Po ustanovitvi zapora v Ushuaii je bila konec leta 1909 in v začetku leta 1910 železniška proga, imenovana Južna fugejska železnica ali vlak na koncu sveta, ustanovljena kot ozkotirna parna železnica, ki je nadomeščala staro železniško progo, ki so jo vlekli biki. Železnica s parnim strojem je bila zgrajena v dolžini 25 km vzdolž avenije Maipu na obali, sledila je vzhodnemu pobočju gore Susana in nadaljevala po sredini doline reke Pipo v narodni park Tierra del Fuego. Proga, narejena z gosenicami Decauville s širino 500 mm, je povezovala zaporniško taborišče z gozdarskim taboriščem. Glavni namen železnice je bila tovorni promet, ki je služil zaporu Ushuaia, zato je bila znana kot »zaporniški vlak« in je bila posebej uporabljena za prevoz zapornikov v taborišča in sekanje lesa. Zapor je bil zaprt leta 1947, železnica pa dokončno zaprta leta 1952 po zmanjšanju gozdnih virov in potresu, ki je poškodoval progo.

## Turizem
V parku je nekaj zanimivosti, med drugim: preliv Beagle, kaskada reke Pipo, jezero Fagnano, jezero Roca, zaliv Ensanada, zaliv Lapataia, vlak na koncu sveta in Laguna Negra.

### Vlak na koncu sveta
Leta 1994, 40 let po tem, ko je bil zaprt kot zaporniški vlak, je bil vlak oživljen, prenovljen s sodobno opremo, uporabljal se je kot zgodovinski vlak in trdijo, da je najjužnejša delujoča železnica na svetu. Na progi deluje nova parna lokomotiva 2-6-2T (Camila, pripeljana iz Anglije leta 1995), druga, izdelana v Argentini in tri dizelske lokomotive. Do parka je zdaj mogoče priti z obrobja Ushuaie iz postaje Fin del Mundo (8 km zahodno od Ushuaie) po železniški progi, tako da razdaljo prevozi v približno 50 minutah.